# Catopyrops vanheurni
Catopyrops vanheurni är en fjärilsart som beskrevs av Van Eecke 1925. Catopyrops vanheurni ingår i släktet Catopyrops och familjen juvelvingar. Inga underarter finns listade i Catalogue of Life.